# Карбалык
Карбалык — посёлок в Таштагольском районе Кемеровской области. Входит в состав Кызыл-Шорского сельского поселения.

## География
Центральная часть населённого пункта расположена на высоте 508 метров над уровнем моря.

## Население
По данным Всероссийской переписи населения 2010 года, в посёлке Карбалык проживает 5 человек (3 мужчины, 2 женщины).